# Circondario di Reggio nell'Emilia
Il circondario di Reggio nell'Emilia era uno dei due circondari in cui era suddivisa la provincia di Reggio Emilia, esistito dal 1860 al 1927.

## Storia
Il circondario di Reggio, parte dell'omonima provincia, venne istituito nel 1859, in seguito ad un decreto dittatoriale di Carlo Farini che ridisegnava la suddivisione amministrativa dell'Emilia in previsione dell'annessione al Regno di Sardegna.
Il circondario venne soppresso nel 1927, come tutti i circondari italiani.

## Suddivisione
Nel 1863, la composizione del circondario era la seguente:
- mandamento I di Carpineti
  - Carpineti; Casina
- mandamento II di Castellarano
  - Baiso; Castellarano
- mandamento III di Castelnuovo ne' Monti
  - Castelnuovo ne' Monti; Vetto
- mandamento IV di Castelnuovo di Sotto
  - Cadelbosco; Campegine; Castelnuovo di Sotto; Gattatico
- mandamento V di Correggio
  - Bagnolo in Piano; Correggio; San Martino in Rio
- mandamento VI di Culagna
  - Busana; Culagna; Ligonchio; Pieve San Vincenzo
- mandamento VII di Montecchio
  - Bibbiano; Cavriago; Montecchio; Sant'Ilario d'Enza
- mandamento VIII di Reggio Città
  - parte di Reggio Emilia
- mandamento IX di Reggio Campagna
  - parte di Reggio Emilia
- mandamento X di Rubbiera
  - Casalgrande; Rubbiera
- mandamento XI di San Polo d'Enza in Caviano
  - Ciano; Quattro Castella; San Polo d'Enza in Caviano; Vezzano sul Crostolo
- mandamento XII di Scandiano
  - Albinea; Scandiano; Viano
- mandamento XIII di Villa Minozzo
  - Gazzano; Toano in Cavola; Villa Minozzo